# توم كلانسي سبلينتر سيل: كونفيكشن
توم كلانسي سبلينتر سيل: كونفيكشن (بالإنجليزية: Tom Clancy's Splinter Cell: Conviction)‏ هي لعبة فيديو من نوع التخفي والتسلل بطلها اسمه سام فيشر ، صدرت عام 2010 لأجهزة إكس بوكس 360 ، ميكروسوفت ويندوز ، أو إس إكس . وهي من تطوير يوبي سوفت مونتريال ومن نشر يوبي سوفت وستيم .

## القصة
تحدث بعد سنتين من أحداث سبلينتر سيل: دبل ايجنت عندما استقال سام فيشر من منظمة Third Echelon بعد اكتشافه أن موت ابنته سارا Sarah لم يكن مجرد حادثة ، في وسط هذه الفوضى Third Echelon تطارد سام فيشر ، وسام فيشر يجد نفسه فجأه في مهمات لإنقاذ مدينة واشنطن العاصمة من الإرهاب . في كونفكشن سام سيحصل على المساعدة من " Anna Grimsdóttír " العميلة السابقة في Third Echelon ومن صديقه فيكتور Victor Coste .
سام فيشر يقوم بتحديد الأعداء (بالعلامة الحمراء) ثم الإعدام .

## روابط خارجية
- توم كلانسي سبلينتر سيل: كونفيكشن على موقع IMDb (الإنجليزية)